# Markgrafenheide
Markgrafenheide – dzielnica miasta Rostock w Niemczech, w kraju związkowym Meklemburgia-Pomorze Przednie. Leży nad Morzem Bałtyckim.